# Giosuè Epis
Giosuè Epis (Brescia, 4 marzo 2002) è un ciclista su strada italiano, che corre per l'Arkéa-B&B Hotels. È professionista dal 2025.

## Palmarès

### Strada
- 2019 (Juniores)

Trofeo Fiorenzo Fulvio
2ª tappa Tour de Gironde jr. (Périssac > Cenon)
GP Sportivi Visanesi
- 2021 (Iseo-Rime-Carnovali, 5 vittorie)

Fiera di Sommacampagna
- 2022 (Carnovali-Rime, 5 vittorie)

Trofeo Fubine Porta del Monferrato
2ª tappa Giro della Regione Friuli Venezia Giulia (Fagagna > Colloredo di Monte Albano)
Memorial Mery Marcon
Coppa Mobilio
Coppa d'Inverno - Biassono
- 2023 (Zalf Euromobil Fior, 2 vittorie)

Due Giorni Marchigiana - Gran Premio Santa Rita
Gran Premio Calvatone

## Piazzamenti

### Grandi Giri
- Giro d'Italia

2025: 135º

### Classiche monumento
- Giro delle Fiandre

2025: 92º
- Parigi-Roubaix

2025: 102º